# Луань
Луа́нь (кит. упр. 六安, пиньинь Lù'ān) — городской округ в провинции Аньхой КНР. Несмотря на то, что формально входящий в название города иероглиф «六» читается как «лю», на местном диалекте он имеет чтение «лу», потому город называется «Луань», а не «Люань» (данное чтение этого иероглифа для названия этого города утверждено в Китае официально).

## История
В древнейшие времена здесь проживал легендарный законодатель Гао Яо. В эпоху Чжоу здесь существовало удельное владение Луго (六国).
Когда царство Цинь впервые в истории объединило китайские земли в единое государство, то в этих местах был образован уезд Лусянь (六县). Когда Сян Юй поднял восстание против империи Цинь, то сделал местного уроженца Ин Бу «Цзюцзянским князем» (九江王), и уезд Лу стал столицей его удела. После того, как Лю Бан победил Сян Юя и основал империю Хань, Лусянь на некоторое время стал резиденцией Хуайнаньского князя, однако в 196 году до н. э. центр владений Хуайнаньских князей переместился на территорию современного уезда Шоусянь. В 164 году до н. э. из удела Хуайнаньского князя был выделен удел Хэншаньского князя (衡山王). Во времена правления императора У-ди из-за того, что Хуайнаньский и Хэншаньский князья были участниками заговора, им в 121 году до н. э. было приказано совершить самоубийство, а из частей их владений был создан удел для Лю Циня (племянника императора). Так как в удел вошли уезды Лусянь, Аньфэн (安风) и Аньфэн (安丰), то по их первым иероглифам удел был назван Луань (六安国) — так и появилось это название.
Во времена империи Сун в 1118 году был создан Луаньский военный округ (六安军). После монгольского завоевания в составе империи Юань была образована Луаньская область (六安州), которая после свержения власти монголов и образования империи Мин была подчинена Лучжоуской управе (庐州府). Во времена империи Цин область была в 1724 году поднята в статусе до «непосредственно управляемой» (то есть, стала подчиняться напрямую властям провинции, минуя промежуточное звено в виде управы). После Синьхайской революции в Китае была проведена реформа структуры административного деления, и области с управами были упразднены.
В 1932 году гоминьдановские войска под командованием Вэй Лихуана, которые вели борьбу с коммунистами на стыке провинций Хэнань, Аньхой и Хубэй, заняли посёлок Цзиньцзячжай (金家寨), и в этих местах был образован уезд Лихуан (立煌县) провинции Хэнань. В 1933 году уезд Лихуан был передан из состава провинции Хэнань в состав провинции Аньхой.
Во время войны с Японией после того, как в 1938 году японскими войсками был взят Аньцин, в уезд Лихуан перебрались власти провинции Аньхой, и оставались здесь до капитуляции Японии в 1945 году. Во время гражданской войны уезд был в сентябре 1947 года занят войсками коммунистов, и переименован из Лихуан в Цзиньчжай.
В 1949 году был образован Специальный район Луань (六安专区), состоящий из 6 уездов. В 1952 году в его состав из расформированного Специального района Чаоху (巢湖专区) был передан уезд Фэйси. В 1958 году уезд Фэйси был передан под юрисдикцию властей Хэфэя, но в 1961 году возвращён в состав Специального района Луань. В 1965 году уезд Луцзян был передан в состав воссозданного Специального района Чаоху.
В 1971 году Специальный район Луань был переименован в Округ Луань (六安地区). В 1978 году урбанизированная часть уезда Луань была выделена в отдельный город Луань, подчинённый напрямую властям округа. В 1983 году уезд Фэйси опять был передан под юрисдикцию властей Хэфэя. В декабре 1992 года город Луань и уезд Луань были объединены в городской уезд Луань.
В 2000 году в соответствии с постановлением Госсовета КНР были расформированы округ Луань и городской уезд Луань, и образован городской округ Луань; на территории бывшего городского уезда Луань были созданы районы Цзиньань и Юйань. 
В 2015 году уезд Шоусянь был передан в состав городского округа Хуайнань, а из земель уезда Хоцю был выделен район Ецзи.

## Административно-территориальное деление
Городской округ Луань делится на 3 района, 4 уезда:
| Карта                                           | Карта     | Карта     | Карта         | Карта            | Карта         |
| ----------------------------------------------- | --------- | --------- | ------------- | ---------------- | ------------- |
| Цзиньань Юйань Ецзи Хоцю Шучэн Цзиньчжай Хошань |           |           |               |                  |               |
| Статус                                          | Название  | Иероглифы | Пиньинь       | Население (2010) | Площадь (км²) |
| Район                                           | Цзиньань  | 金安区    | Jīn'ān qū     |                  |               |
| Район                                           | Юйань     | 裕安区    | Yù'ān qū      |                  |               |
| Район                                           | Ецзи      | 叶集区    | Yèjí qū       |                  |               |
| Уезд                                            | Хоцю      | 霍邱县    | Huòqiū xiàn   |                  |               |
| Уезд                                            | Шучэн     | 舒城县    | Shūchéng xiàn |                  |               |
| Уезд                                            | Цзиньчжай | 金寨县    | Jīnzhài xiàn  |                  |               |
| Уезд                                            | Хошань    | 霍山县    | Huòshān xiàn  |                  |               |

## Экономика
Луань является крупнейшим центром обработки гусиного пуха и производства пуховиков. В 2023 году объём производства пуха достиг 10 тыс. тонн, в городе насчитывалось более тысячи предприятий по производству пуха и изделий из него, стоимость продукции этих предприятий превышала 10 млрд юаней, а объем экспорта превышал 100 млн долл. США. 
В Луане растёт роль водородной и солнечной энергетики.

## Транспорт
Железнодорожный вокзал Луаня, расположенный в районе Цзиньань, обслуживает скоростную железную дорогу Хэфэй — Ухань и скоростную железную дорогу Луань — Аньцин, а также железные дороги Нанкин — Сиань и Фуян — Луань.
Через территорию Луаня проходит национальное шоссе Годао 312 (Шанхай — Кульджа).